# Мельниково (Калининградская область)
Ме́льниково (до 1946 года — Рудау, нем.  Rudau, лит. Rūdava) — посёлок Зеленоградского района Калининградской области. Входит в состав Ковровского сельского поселения. Население - 791 чел. (2010).

## История
Во время зимнего похода 1254—1255 годов Тевтонский Орден захватили прусскую местность Рудава (Рудава/Rudowe означает «местность в ржавой/красноватой воде»). На этой территории были построены замок и мельница. Рудау впервые письменно упоминается в 1274 году.17 февраля 1370 года около поселения произошло крупнейшее сражение между войсками Ордена и Великого княжества Литовского. Поселение входило в состав Пруссии, позднее Германии. От боевых действий во время Второй мировой войны посёлок почти не пострадал. С 1945 года в составе СССР. В 1946 году переименован в Мельниково.

## География
Мельниково расположено в 10 км от Зеленоградска вдоль автомобильной дороги Каштановка — Низовка. Связано автобусным сообщением с Зеленоградском и Калининградом. Через посёлок протекает река Славная, южнее находится пруд, протекает река Зеленоградка.

## Население
| 2002 | 2010 |
| ---- | ---- |
| 880  | ↘791 |

## Социальная сфера
В посёлке находится Дом Культуры, школа, 3 магазина (ИП«Шимкус», «Большой» и «Гастроном»).

## Экономика
В советский период работал колхоз имени XXII Партсъезда (прежнее название имени Сталина). В 1992 году колхоз реорганизован в акционерное общество – ОАО Мельниково. В Мельниково находится крупный свинокомплекс на 30 тысяч голов.

## Достопримечательности
- Руины замка (1354) Тевтонского ордена. Не сохранился.
- Краеведческий музей в школе посёлка.
- Кирха Рудау. Сохранились стены и башня.